# سیارک ۱۲۸۰۱
سیارک ۱۲۸۰۱ (به انگلیسی: 12801 Somekawa، نامگذاری:1995XD) دوازده هزار و هشتصد و یکمین سیارک کشف شده‌است که در ۲ دسامبر ۱۹۹۵ کشف شد.
قدر مطلق سیارک برابر ۱۴٫۱۰ است.